# Mezzocorona
Mezzocorona – miejscowość i gmina we Włoszech, w regionie Trydent-Górna Adyga, w prowincji Trydent.
Według danych na rok 2004 gminę zamieszkiwało 4711 osób, 188,4 os./km².
W miejscowości jest stacja kolejowa Mezzocorona.